# Hans-Jürgen Poppek
Hans-Jürgen Poppek (* 22. Dezember 1946 in Hoya; † 20. April 2019 in Wolfsburg) war ein deutscher Pfadfinder.

## Leben
Im Mai 1962 gründete Hans-Jürgen Poppek in Wolfsburg eine Siedlung der damaligen Christlichen Pfadfinderschaft Deutschlands. Poppek studierte Chemietechnik und war Chemie-Ingenieur. Zwischen 1999 und 2012 war er Mitglied der VCP-Bundesleitung; 2000 wurde er zum Bundesvorsitzenden gewählt. Auf der Bundesversammlung 2009 wurde er im Amt bestätigt. 2012 gab er sein Amt auf. Poppek hat den Aufbau evangelischer Pfadfinderarbeit in Ostdeutschland vorangetrieben. Ein starker Akzent seiner Arbeit war die Zusammenführung und Befriedung unterschiedlicher Strömungen innerhalb des pluralistischen Pfadfinderverbandes zu einem stärker pfadfinderisch geprägten Profil.
Hans Jürgen Poppek war von 2000 bis 2012 Bundesvorsitzender des größten evangelischen Pfadfinderverbandes in Deutschland, Verband Christlicher Pfadfinderinnen und Pfadfinder (VCP). Er war zudem Vorsitzender eines Dachverbandes der deutschen Pfadfinderbewegung, des Rings deutscher Pfadfinderverbände (RdP). Poppek lebte in Wolfsburg.
2014 wurde Hans-Jürgen Poppek für seine außerordentlichen Verdienste im Bereich der Jugendarbeit das Verdienstkreuz am Bande des Verdienstordens der Bundesrepublik Deutschland im Auftrag von Bundespräsidenten Joachim Gauck verliehen.